# Coupe d'Espagne de cyclisme sur route 2020
Navigation
Coupe d'Espagne 2019 Coupe d'Espagne 2021
La Coupe d'Espagne de cyclisme sur route 2020 est la 2e édition de la Coupe d'Espagne de cyclisme sur route. Elle débute le 30 janvier 2020 avec le Trofeo Ses Salines-Campos-Porreres-Felanitx et se termine le 8 novembre 2020 avec le Tour d'Espagne. 
En raison de la pandémie de Covid-19, plusieurs courses sont annulées.

## Attribution des points
Sur chaque course, les 20 premiers coureurs marquent des points et le coureur marquant le plus de points au total est considéré comme le vainqueur de la Coupe d’Espagne. Seuls les coureurs espagnols et les coureurs étrangers des équipes espagnoles marquent des points correspondant à leur classement réel dans chaque épreuve.
Sur chaque course par étapes, les points sont attribués avec le barème suivant :
| Position | 1   | 2  | 3  | 4  | 5  | 6  | 7  | 8  | 9  | 10 | 11 | 12 | 13 | 14 | 15 | 16 | 17 | 18 | 19 | 20 |
| Points   | 100 | 90 | 80 | 70 | 60 | 55 | 50 | 45 | 40 | 35 | 30 | 25 | 20 | 15 | 10 | 8  | 6  | 4  | 2  | 1  |

Sur chaque course d'un jour, les points sont attribués avec le barème suivant :
| Position | 1  | 2  | 3  | 4  | 5  | 6 | 7 | 8 | 9 | 10 |
| Points   | 50 | 40 | 30 | 20 | 10 | 8 | 6 | 4 | 2 | 1  |

Lors du championnat d'Espagne, les points sont attribués avec le barème suivant :
| Position | 1  | 2  | 3  | 4  | 5  | 6  | 7  | 8  | 9  | 10 | 11 | 12 | 13 | 14 | 15 | 16 | 17 | 18 | 19 | 20 |
| Points   | 80 | 75 | 70 | 65 | 60 | 55 | 50 | 45 | 40 | 35 | 30 | 25 | 20 | 15 | 10 | 8  | 6  | 4  | 2  | 1  |

Lors de chaque étape, les points sont attribués avec le barème suivant :
| Position | 1  | 2  | 3 | 4 | 5 | 6 | 7 | 8 | 9 | 10 |
| Points   | 15 | 10 | 8 | 7 | 6 | 5 | 4 | 3 | 2 | 1  |

## Résultats
| #   | Date                  | Course                                             | Vainqueur        | Équipe                   | Leader du classement individuel |
| --- | --------------------- | -------------------------------------------------- | ---------------- | ------------------------ | ------------------------------- |
| 1re | 30 janvier            | Trofeo Ses Salines-Campos-Porreres-Felanitx (2020) | Matteo Moschetti | Trek-Segafredo           | Jon Aberasturi                  |
| 2e  | 31 janvier            | Trofeo Serra de Tramuntana (2020)                  | Emanuel Buchmann | Bora-Hansgrohe           | Alejandro Valverde              |
| 3e  | 1er février           | Trofeo Pollença-Andratx (2020)                     | Marc Soler       | Movistar                 | Marc Soler                      |
| 4e  | 2 février             | Trofeo Playa de Palma-Palma (2020)                 | Matteo Moschetti | Trek-Segafredo           | Marc Soler                      |
| 5e  | 5-9 février           | Tour de la Communauté valencienne (2020)           | Tadej Pogačar    | UAE Emirates             | Alejandro Valverde              |
| 6e  | 28 juillet-1er août   | Tour de Burgos (2020)                              | Remco Evenepoel  | Deceuninck-Quick Step    | Mikel Landa                     |
| 7e  | 2 août                | Circuit de Getxo (2020)                            | Damiano Caruso   | Bahrain-McLaren          | Mikel Landa                     |
| 8e  | 12 octobre            | Classique d'Ordizia (2020)                         | Simon Carr       | Nippo Delko One Provence | Mikel Landa                     |
| 9e  | 20 octobre-8 novembre | Tour d'Espagne (2020)                              | Primož Roglič    | Jumbo-Visma              | Alejandro Valverde              |

## Classement
| Pos. | Coureur                      | Équipe                 | Points |
| ---- | ---------------------------- | ---------------------- | ------ |
| 1    | Alejandro Valverde           | Movistar               | 306    |
| 2    | Enric Mas                    | Movistar               | 219    |
| 3    | Marc Soler                   | Movistar               | 209    |
| 4    | David de la Cruz             | UAE Emirates           | 173    |
| 5    | Mikel Nieve                  | Mitchelton-Scott       | 162    |
| 6    | Mikel Landa                  | Bahrain-McLaren        | 150    |
| 7    | Jon Aberasturi               | Caja Rural-Seguros RGA | 142    |
| 8    | Ion Izagirre                 | Astana                 | 125    |
| 9    | Óscar Rodríguez Garaicoechea | Astana                 | 97     |
| 10   | Rubén Fernández Andújar      | Euskaltel-Euskadi      | 83     |